# Михлевщина
Михлевщина (укр. Міхлівщина) — село, входит в Полесский район Киевской области Украины.
Население по переписи 2001 года составляло 59 человек. Почтовый индекс — 07053. Телефонный код — 4592. Занимает площадь 8 км². Код КОАТУУ — 3223556102.

## Местный совет
07053, Київська обл., Поліський р-н, смт Красятичі, вул. Жовтнева, 84